# Bergbau in Sachsen
Bergbau in Sachsen beschreibt den historischen und aktuellen Bergbau auf dem Territorium des heutigen Sachsens. Sachsen ist das Kernland im deutschen Erzbergbau. Auch nach vielen Jahrhunderten teils intensiven Bergbaus sind die Vorräte nicht erschöpft und Sachsen bleibt auch international mit seinen Lagerstätten attraktiv. Der Bergbau hat eine lange Tradition in der Förderung und Verarbeitung der Rohstoffen. Lag der Fokus anfänglich auf der Gewinnung von Silber, Kupfer, Blei und Zinn, kam schon im 15. Jahrhundert Wismut im 16. Jahrhundert Kobalt und im 18. Jahrhundert Nickel und Zink hinzu. Der Bergbau auf Eisen spielte eine eher untergeordnete Rolle. Im 19. Jahrhundert wurde neben der Gewinnung von Wolfram auch der Bergbau auf Flussspat und Schwerspat begonnen. Im 20. Jahrhundert prägte der Uranbergbau für 45 Jahre das Gesicht des Erzgebirges. 1991 wurde der Erzbergbau komplett eingestellt. Die jüngsten Versuche den Bergbau auf Kupfer, Zinn, Wolfram und Lithium wieder aufzunehmen sind bisher gescheitert. Einzig der 2013 aufgenommene Bergbau auf Flussspat behauptet sich am Markt.
Der Bergbau auf Kohle spielt in Sachsen seit dem 18. Jahrhundert eine große Rolle. Während der Umfang der Steinkohlenlagerstätten begrenzt war und der Abbau 1978 eingestellt wurde, spielt der Braunkohlenbergbau noch immer eine große Rolle und trägt mit zur Versorgungssicherheit bei Elektroenergie in Deutschland bei.

## Erze
Betrachtet werden soll hier der Erzbergbau ab den ersten Nachweisen um 1130. Keinen Eingang findet der prähistorische Bergbau und die Seifnertätigkeit vor der Gründung der Markgrafschaft Meißen im Jahr 965. Herausgestellt werden hier die wichtigsten Erze und Lagerstätten.
Die Menge der ausgebrachten Erze zu ermitteln gestaltet sich sehr schwierig. Belastbare Zahlen liegen hier erst ab 1825 vor. Eine Ausnahme bildet das Silber, das gegenüber dem Landesherren abgerechnet werden musste, wovon in den Archiven entsprechende Unterlagen vorhanden sind. Dasselbe gilt aufgrund seiner Monopolstellung in Europa für das Kobalt. Außer dem Uranbergbau der Wismut AG/SDAG, spielte der Erzbergbau in der DDR eine untergeordnete Rolle. Nach der Wiederaufnahme des Bergbaus auf Silber, Blei und Zink 1937, wurde er endgültig 1968 in Brand-Erbisdorf und 1969 in Freiberg eingestellt. Nur der Zinnbergbau in Altenberg und Ehrenfriedersdorf hatte bis 1991 Bestand. Heute sind im Weltmaßstab eventuell die sächsischen Zinn-, Wolfram- und Indiumvorkommen von Bedeutung.

### Silber
Die ersten großen Silberfunde in Freiberg um 1170 lösten das erste Berggeschrei aus. 1363 stellte Markgraf Friedrich III. fest, dass die Silberförderung in Freiberg stetig rückläufig ist und nur noch bei einer Tonne Silber im Jahr liegt. Allerdings wurden Gegenmaßnahmen erst 1444 ergriffen. In deren Folge wurde 1470 die Lagerstätte Schneeberg fündig. Innerhalb von zwei Jahren wurden 10 Tonnen Silber gefördert, während in Freiberg im selben Zeitraum 200 Kilogramm Silber gefördert wurden. Das zweite Berggeschrei hatte begonnen. Nachfolgend wurden die Lagerstätten Annaberg (1491), Marienberg (1519) und Johanngeorgenstadt (1662) aufgefunden. In den folgenden Jahrzehnten wurden im gesamten sächsischen Erzgebirge weitere kleine Lagerstätten entdeckt und ausgebeutet. Bei Einführung des Goldstandards im Deutschen Reich im Jahr 1871 war Freiberg die einzig nennenswerte Silberlagerstätte in Sachsen. Aufgrund hoher Verluste durch den fallenden Silberpreis wurde der Bergbau 1915 vorübergehend eingestellt.
| Lagerstätte              | Lagerstättentyp | Abbauzeitraum       | Silbergewinnung in t | Vorräte in t |
| ------------------------ | --------------- | ------------------- | -------------------- | ------------ |
| Freiberg/Brand-Erbisdorf | Gangförmig      | 1168-1915 1937–1969 | 4.800 280            | 406          |
| Annaberg-Buchholz        | Gangförmig      | 1491-1874           | 354,0                | abgebaut     |
| Johanngeorgenstadt       | Gangförmig      | 1662-1954           | 102,5                | abgebaut     |
| Marienberg               | Gangförmig      | 1519-1874           | 207,1                | abgebaut     |
| Schneeberg-Neustädtel    | Gangförmig      | 1470-1874           | 244,8                | abgebaut     |

### Zinn
Der Zinnbergbau wurde das erste Mal in einer Abrechnung von 1293 genannt, wo alte Halden bei Ehrenfriedersdorf angeführt werden. Durch die reichen Zinnfunde in Krupka (Graupen) und Ehrenfriedersdorf konnte am Ende des 13. / Anfang des 14. Jahrhunderts das englische Zinnmonopol gebrochen werden. Neben seinem Einsatz als Geschirr und Schmuck wird Zinn schon seit ca. 6.000 Jahren als Legierungsmetall zur Herstellung von Bronze verwendet. Heute liegt die Verwendung als Lot, vor allem in der Elektronikindustrie, mit 35 % an erster Stelle. Mit den ausgewiesenen Vorräten liegt Sachsen nach China und Indonesien an dritter Stelle in der Welt. Einen lückenlosen Nachweis der Zinnförderung gibt es erst ab 1825. Die bekannten Zahlen aus der davor liegenden Zeit sind oft sehr lückenhaft und nicht aussagekräftig. Sachsen deckte mit einer Jahresproduktion von 2.500 Tonnen Zinn pro Jahr vollständig den Bedarf der DDR.
| Lagerstätte        | Lagerstättentyp             | Abbauzeitraum | Zinngewinnung in t | Vorräte in t |
| ------------------ | --------------------------- | ------------- | ------------------ | ------------ |
| Altenberg          | Greisen                     | 1446-1991     | 106.500            | 95.000       |
| Auersberg          | Greisen                     | 1501-1864     | -                  | 32.500       |
| Ehrenfriedersdorf  | Gangzüge Trümerzüge Greisen | 1935–1990     | 10.600             | 22.600       |
| Geyer              | Trümerzüge Greisen          | 1395-1913     | 2.200              | 3.600        |
| Sachenhöhe         | Greisen                     | 1449-1877     | -                  | 28.000       |
| Sadisdorf          | Greisen                     | 1505-1954     | 276                | 28.000       |
| Seiffen            | Greisen                     | 1324-1855     | -                  | 15.300       |
| Pobershau          | Gangförmig                  | 1497-1866     | -                  | 5.000        |
| Antonsthal         | Skarn                       | unverritzt    | -                  | 28.000       |
| Bernsbach-Südost   | Skarn                       | unverritzt    | -                  | 50.400       |
| Breitenbrunn       | Skarn                       | unverritzt    | -                  | 55.000       |
| Geyer-Südwest      | Skarn                       | unverritzt    | -                  | 46.000       |
| Gottesberg         | Greisen                     | ? -1954       | -                  | 102.800      |
| Großschirma        | Skarn                       | unverritzt    | -                  | 70.000       |
| Pöhla-Globenstein  | Skarn                       | unverritzt    | -                  | 83.900       |
| Pöhla-Hämmerlein   | Skarn                       | unverritzt    | -                  | 51.600       |
| Pöhla-Tellerhäuser | Skarn                       | unverritzt    | -                  | 69.600       |
| Schenkenshöhe      | Skarn                       | 1553-1695     | -                  | 13.500       |
| Zinnwald           | Greisen-Flöze               | 1550-1939     | -                  | 5.530        |

### Uran
Über Uranfunde wird das erste Mal 1772 aus dem Schneeberger Revier berichtet. Gewonnen wurden Schaustufen. Ab 1813 gewann die Herstellung von Uransalzen zum Färben von Gläsern an Bedeutung. Erst mit der Entdeckung der Kernspaltung gewannen Uranerze an Bedeutung. Bis 1945 wurden in Sachsen ca. 100 t Uranerze gefördert. Zwischen 1945 und 1991 kamen aus Sachsen mit 116.234 t ca. 50 Prozent des in der DDR geförderten Urans.
| Lagerstätte           | Lagerstättentyp                       | Abbauzeitraum | Urangewinnung in t | Vorräte in t |
| --------------------- | ------------------------------------- | ------------- | ------------------ | ------------ |
| Döhlener Becken       | Kohleflöze                            | 1946–1989     | 3.690              | 3.300        |
| Johanngeorgenstadt    | Gangförmig                            | 1946–1959     | 3.585              | abgebaut     |
| Königstein            | Linsenförmig Stratiform Kluftgebunden | 1967–1991     | 18.514             | 12.300       |
| Oberschlema           | Gangförmig                            | 1946–1959     | 7.822              | abgebaut     |
| Pöhla-Tellerhäuser    | Gangförmig                            | 1970–1991     | 1.200              | 5.340        |
| Schlema-Alberoda      | Gangförmig                            | 1949–1991     | 73.125             | 2.000        |
| Zobes                 | Gangförmig                            | 1950–1964     | 4.836              | abgebaut     |
| Bernsbach Nordwest    | Gangförmig                            | unverritzt    | -                  | 6.900        |
| Tellerhäuser Nordwest | Gangförmig                            | unverritzt    | -                  | 6.000        |

### Blei
Blei ist schon seit dem Altertum bekannt. Da man Blei und Zinn als ein Mineral in zwei verschiedenen Erscheinungsformen ansah ist es schwierig zu unterscheiden, ob mit dem in alten Urkunden genannte Plumbum Blei oder Zinn gemeint ist. Blei ist unverzichtbar im Schmelzprozess zur Silbergewinnung und in dem ab dem Beginn des 15. Jahrhunderts entwickelten Saigerprozeß zur Gewinnung von Silber aus silberhaltigen Kupfererzen. Blei hatte und hat eine breite Anwendungspalette. Während Bleifarben (Bleiweiß, Bleimennige) sowie Drucklettern heute keine Rolle mehr spielen, wird Blei weiterhin bei der Herstellung von Munition, Akkumulatoren und Initialsprengstoffen verwendet sowie als Strahlenschutz eingesetzt.
| Lagerstätte     | Lagerstättentyp | Abbauzeitraum       | Bleigewinnung in t | Vorräte in t |
| --------------- | --------------- | ------------------- | ------------------ | ------------ |
| Brand-Erbisdorf | Gangförmig      | 1387-1910 1960–1969 | -                  | 80.900       |
| Freiberg        | Gangförmig      | 1168-1913 1939–1969 | -                  | 76.000       |
| Halsbrücke      | Gangförmig      | 1200-1900 1935–1969 | -                  | 28.400       |
| Großschirma     | Skarn           | unverritzt          | -                  | 5.000        |
| Jahnsbach       | Stratiform      | unverritzt          | -                  | 6.500        |
| Weißwasser      | Stratiform      | unverritzt          | -                  | 161.000      |

### Zink
Obwohl man schon im antiken Griechenland Zinkerze zur Herstellung von Messing verwendete, wurde es als eigenständiges Metall erst 1746 dargestellt. Die erste Lieferung von Zinkerzen erfolgte 1841 aus dem Revier Brand-Erbisdorf von der Grube Himmelsfürst. Heute werden 47 % des geförderten Zinks für den Korrosionsschutz eingesetzt. Daneben spielt es weiterhin als Batteriegrundstoff eine wichtige Rolle. Die ausgewiesenen Vorräte in Sachsen entsprechen einer Weltzinkförderung von 14 Tagen.
| Lagerstätte        | Lagerstättentyp | Abbauzeitraum       | Zinkgewinnung in t | Vorräte in t |
| ------------------ | --------------- | ------------------- | ------------------ | ------------ |
| Brand-Erbisdorf    | Gangförmig      | 1387-1910 1960–1969 | -                  | 81.100       |
| Freiberg           | Gangförmig      | 1168-1913 1939–1969 | -                  | 103.400      |
| Halsbrücke         | Gangförmig      | 1200-1900 1935–1969 | -                  | 14.800       |
| Geyer-Südwest      | Skarn           | unverritzt          | -                  | 92.000       |
| Großschirma        | Skarn           | unverritzt          | -                  | 28.000       |
| Jahnsbach          | Stratiform      | unverritzt          | -                  | 31.600       |
| Weißwasser         | Stratiform      | unverritzt          | -                  | 61.800       |
| Pöhla-Globenstein  | Skarn           | unverritzt          | -                  | 300.000      |
| Pöhla-Hämmerlein   | Skarn           | unverritzt          | -                  | 65.800       |
| Pöhla-Tellerhäuser | Skarn           | unverritzt          | -                  | 31.100       |

### Wolfram
Von der Entdeckung 1783 bis zur breiten Anwendung vergingen Jahrzehnte. Nach Versuchen, Wolframsalze zum Färben von Gläsern zu verwenden, wurden ab 1856 die ersten Eisenlegierungen mit Wolfram hergestellt, die aber erst ab etwa 1910 als Wolframstahl eine breitere Anwendung erfuhren. Die erste Lieferung von Wolframerzen erfolgte 1854 von der Grube Vereinigt Zwitterfeld in Zinnwald. Neben der Leuchtmittelindustrie war ab dem Ersten Weltkrieg die Rüstungsindustrie größter Verbraucher von Wolfram. Heute ist die Herstellung von Hartmetall das wichtigste Einsatzgebiet. Mit den ausgewiesenen Vorräten liegt Sachsen nach China und Kanada an dritter Stelle in der Welt.
| Lagerstätte        | Lagerstättentyp             | Abbauzeitraum | Wolframgewinnung in t | Vorräte in t |
| ------------------ | --------------------------- | ------------- | --------------------- | ------------ |
| Altenberg          | Greisen                     | 1917–1991     | -                     | 12.100       |
| Ehrenfriedersdorf  | Gangzüge Trümerzüge Greisen | 1935–1990     | 342                   |              |
| Pechtelsgrün       | Gangförmig                  | 1937–1969     | -                     | 228          |
| Sadisdorf          | Greisen                     | 1874–1954     | 276                   | 4.000        |
| Tirpersdorf        | Gangförmig                  | 1909–1919     | -                     | 172          |
| Zinnwald           | Greisen                     | 1854–1924     | 1.960                 |              |
| Zschorlau          | Gangförmig                  | 1918 1955     | -                     | abgebaut     |
| Antonsthal         | Skarn                       | unverritzt    | -                     | 23.000       |
| Bernsbach-Nordwest | Gangförmig                  | unverritzt    | -                     | 53.900       |
| Bernsbach-Südost   | Skarn                       | unverritzt    | -                     | 49.300       |
| Delitzsch-SW       | Skarn                       | unverritzt    | -                     | 40.900       |
| Pöhla-Globenstein  | Skarn                       | unverritzt    | -                     | 43.400       |

### Kobalt
Der Kobaltbergbau nimmt in Sachsen eine Sonderstellung ein. Schneeberg-Neustädtel ist die einzig nennenswerte Lagerstätte in Deutschland. Sehr früh wurde den Landesherren die Monopolstellung bei der Herstellung des Kobaltblaus bewusst und man begann die Förderung des Kobalts und die Herstellung der blauen Farbe zu reglementieren. Am 15. November 1575 wurde das erste Mal durch Kurfürst August ein Privileg zum Kobalthandel erlassen, dem sich alle Hersteller der Farbe unterwerfen mussten. Allerdings konnte man die Blaue Farbe noch keinem Mineral zuordnen. Man war der Meinung, dass die Farbe vom Wismut kommt. So wird in einer Urkunde von 1551 der Verkauf von 1.000 Zentner Wismutfarbe gesprochen. Gemeint ist hier aber Kobaltblau. Als Kobalterz wurde Arsenkies angesprochen. Mit der Einführung des synthetischen Ultramarins ab 1856 nahm die Bedeutung des Kobalts als Farbrohstoff ab. Heute wird Kobalt zur Herstellung hochfester Stähle verwendet. Weiterhin ist Kobalt der Grundstoff zur Produktion von Lithium-Ionen-Akkus. Belastbare Zahlen zur Kobaltförderung liegen erst ab 1620 vor.
| Lagerstätte           | Lagerstättentyp | Abbauzeitraum | Kobalterzgewinnung in t | Vorräte in t |
| --------------------- | --------------- | ------------- | ----------------------- | ------------ |
| Schneeberg-Neustädtel | Gangförmig      | 1510-1861     | 61.832                  | abgebaut     |
| Annaberg-Buchholz     | Gangförmig      | 1701–1850     | 8.170                   | abgebaut     |

### Wismut
Der erste Hinweis auf Wismut stammt vom Schneeberg. Hier wird 1467 die Neuverleihung der alten Wismutzeche erwähnt. 1479 wird explizit auf die Förderung von Wismut eingegangen. Schneeberg war zu diesem Zeitpunkt die einzig bekannte Lagerstätte. Verwendet wurde Wismut als Malfarbe und zur Auskleidung von Zinngeschirr. Es verlieh diesen einen silbernen Glanz. Bis Mitte des 20. Jahrhunderts wurde es auch zur Behandlung der Syphilis eingesetzt. Heute wird Wismut als Legierungsmetall und in der Farbenindustrie eingesetzt. Die in Sachsen bekannten Vorräte entsprechen 1,3 Prozent der Weltvorräte.
| Lagerstätte           | Lagerstättentyp | Abbauzeitraum | Wismutgewinnung in t | Vorräte in t |
| --------------------- | --------------- | ------------- | -------------------- | ------------ |
| Altenberg             | Greisen         | 1854–1991     | -                    | 5.300        |
| Johanngeorgenstadt    | Gangförmig      | 1662-1954     | -                    | abgebaut     |
| Schneeberg-Neustädtel | Gangförmig      | 1470-1854     | -                    | abgebaut     |
| Gottesberg            | Greisen         |               | -                    | 7.000        |

### Nickel
Der den Bergleuten bekannte Rotnickelkies wurde als Kupfererz angesehen. Da sich daraus aber kein Kupfer schmelzen ließ, hatte man für das Erz keine Verwendung. Als eigenständiges Metall wurde Nickel erst 1804 dargestellt. Mit der Entwicklung des Argentans im Jahr 1823 durch E.A. Geitner erfuhr Nickel eine breite Anwendung. Die erste Nickellieferung erfolgte 1832 von der Grube Gottes Geschick. Ab 1843 werden in den Abrechnungen des Blaufarbenwerkes Oberschlema Wismutgraupen aufgeführt. Hierbei handelt es sich aber nicht um Wismut, sondern um Nickelabfälle der Kobaltröstung. Heute wird Nickel in Batterien und als Korrosionsschutz eingesetzt. Weiterhin ist es ein bedeutendes Legierungsmetall. Die ausgewiesenen Vorräte in Sachsen entsprechen einer Weltnickelförderung von 7 Tagen.
| Lagerstätte | Lagerstättentyp | Abbauzeitraum | Nickelgewinnung in t | Vorräte in t |
| ----------- | --------------- | ------------- | -------------------- | ------------ |
| Callenberg  |                 | 1960–1990     | -                    | 46.000       |

### Molybdän
Molybdän wurde lange Zeit für ein Bleierz gehalten und als Wasserblei bezeichnet. 1781 wurde Molybdän das erste Mal elementar dargestellt. Allerdings gab es keine Verwendung für das Metall. Man experimentierte mit verschiedenen Verwendungsmöglichkeiten u. a. als Schmiermittel. Das erste Molybdänerz wurde 1860 von der Kupfergrube Sadisdorf geliefert. Mit dem Einsatz als Legierungsmetall für hochfeste Legierungen gewann es schon im Ersten Weltkrieg als Rüstungsmetall Bedeutung. Molybdän ist in den sächsischen Zinn-Wolfram-Lagerstätten als Spurenelement verbreitet. Auf Grund der geringen Vorkommen wurde es nur sporadisch gewonnen. Die sächsischen Vorkommen entsprechen 0,05 Prozent der weltweit bekannten Vorkommen.
| Lagerstätte  | Lagerstättentyp | Abbauzeitraum | Molybdängewinnung in t | Vorräte in t |
| ------------ | --------------- | ------------- | ---------------------- | ------------ |
| Altenberg    | Greisen         | 1940–1991     | -                      | 4.400        |
| Sadisdorf    | Greisen         | 1860–1954     | -                      |              |
| Delitzsch-SW | Skarn           | unverritzt    | -                      | 2.900        |

### Kupfer
Kupfererze spielten im Mittelalter nicht nur im sächsischen Bergbau eine besondere Rolle. Die oft silberhaltigen Erze dienten nicht nur der Erzeugung von Kupfer, sondern lieferten auch zehntenfreies Silber. Erst mit der Entwicklung der Seigertechnologie Anfang des 15. Jahrhunderts konnte dem Kupfer mit Hilfe von Blei fast das gesamte Silber entzogen werden. Allerdings war man auch vorher schon in der Lage aus silberarmen Kupfererzen das Silber zu gewinnen, wie Belege vom Hohen Forst beweisen. Bei der Kupfergewinnung spielte Sachsen im europäischen Raum eine untergeordnete Rolle. Kupfer lieferten einige Gänge des Freiberger Reviers sowie kleinere Lagerstätten im Erzgebirge wie Schlema und Sadisdorf. Kupfer wurde zur Herstellung von Glocken, Kanonen und Geschirr benötigt. Heute liegt das Haupteinsatzgebiet in der Elektroindustrie aber auch als Legierungsmetall hat es weiterhin Bedeutung. Die ausgewiesenen Vorräte in Sachsen entsprechen einer Weltkupferförderung von 3,5 Tagen.
| Lagerstätte | Lagerstättentyp | Abbauzeitraum | Kupfergewinnung in t | Vorräte in t |
| ----------- | --------------- | ------------- | -------------------- | ------------ |
| Gottesberg  | Greisen         | ?-1954        |                      | 63.600       |
| Klingenthal | Stratiform      |               | -                    | 45.000       |
| Großschirma | Skarn           | unverritzt    | -                    | 5.000        |
| Weißwasser  | Stratiform      | unverritzt    | -                    | 73.300       |

### Arsen
Arsen und Arsenverbindungen waren schon im Mittelalter bekannt. Die ersten Bronzen, die schon 2000 v. Chr. hergestellt wurden, waren Arsenbronzen. In Form des hochgiftigen Arseniks fand es Anwendung in der Schädlingsbekämpfung. Arsen findet sich als Legierungsmetall in Blei-Akkus und ist unverzichtbar in der Elektronikindustrie. Es ist in Sachsen ein Begleiterz in fast aller Erzrevieren. Außer in den beiden Zinnerzrevieren wird es daher mengenmäßig nicht ausgewiesen.
| Lagerstätte       | Lagerstättentyp             | Abbauzeitraum | Arsengewinnung in t | Vorräte in t |
| ----------------- | --------------------------- | ------------- | ------------------- | ------------ |
| Altenberg         | Greisen                     | 1861–1977     | -                   | 39.000       |
| Ehrenfriedersdorf | Gangzüge Trümerzüge Greisen | 1935–1990     | 17.400              | 13.500       |

### Antimon
Antimon war unter dem Namen Grauspießglanz schon im Mittelalter bekannt. Erwähnt wurde es schon 1661 von der Grube Neue Hoffnung Gottes in Bräunsdorf. Die erste Lieferung Grauspießglanzerz erfolgte 1846. Antimon wurde als Legierungsmetall im Zinngeschirr und in Drucklettern verwendet. Auch als Brechmittel in der Medizin und als Augenschminke wurde es eingesetzt. Heute kommt es vorwiegend als Flammschutzmittel und als Legierungsmetall für Blei-Akkumulatoren, Lagermetalle, Lötzinn und Halbleiter und zum Einsatz. Die ausgewiesenen Vorräte in Sachsen entsprechen einer Weltantimonförderung von 30 Tagen.
| Lagerstätte  | Lagerstättentyp       | Abbauzeitraum | Antimongewinnung in t | Vorräte in t |
| ------------ | --------------------- | ------------- | --------------------- | ------------ |
| Dorfchemnitz | Gangförmig Trümerzüge | unverritzt    | -                     | 14.000       |

### Vanadium
Vanadium wurde 1801 entdeckt. 1903 wurde es zum ersten Mal in der Industrie eingesetzt. Es ist ein Legierungsmetall für hochfeste Stähle. Es wird als Legierungsmetall auch bei anderen Werkstoffen wie Titan, Nickel, Chrom, Aluminium und Mangan eingesetzt. Die ausgewiesenen Vorräte in Sachsen entsprechen einer Weltvanadiumförderung von 30 Tagen.
| Lagerstätte     | Lagerstättentyp | Abbauzeitraum | Vanadiumgewinnung in t | Vorräte in t |
| --------------- | --------------- | ------------- | ---------------------- | ------------ |
| Döhlener Becken | Kohleflöze      | 1946–1989     | -                      | 7.000        |

### Indium
Indium wurde 1863 in Sphalerit aus Freiberg entdeckt. Erst seit 1933 wird es aber, zuerst als Legierungsmetall, eingesetzt. Die vielseitige Einsetzbarkeit des Indiums ist durch seine begrenzten Ressourcen stark eingeschränkt. Als Legierungsmetall findet es Verwendung in Sicherungen und Thermostaten. Indiumverbindungen werden in der Halbleitertechnik sowie in LED, LCD und OLED eingesetzt.
Die sächsischen Vorkommen entsprechen 12 Prozent der weltweit bekannten Vorkommen.
| Lagerstätte        | Lagerstättentyp | Abbauzeitraum | Indiumgewinnung in t | Vorräte in t |
| ------------------ | --------------- | ------------- | -------------------- | ------------ |
| Geyer-Südwest      | Skarn           | unverritzt    | -                    | 440          |
| Pöhla-Globenstein  | Skarn           | unverritzt    | -                    | 1.470        |
| Pöhla-Hämmerlein   | Skarn           | unverritzt    | -                    | 290          |
| Pöhla-Tellerhäuser | Skarn           | unverritzt    | -                    | 120          |

### Seltene Erden

#### Niob
Niob wurde 1801 entdeckt. 1925 wurde es zum ersten Mal in der Industrie eingesetzt. Es ist ein Legierungsmetall für rostfreie Stähle und wird in der Supraleittechnik eingesetzt. Weiterhin findet es auch als Schmuck Verwendung. Die ausgewiesenen Vorräte in Sachsen entsprechen einer Weltniobförderung von 50 Tagen.

#### Cer
Cer wurde 1803 entdeckt. Seine erste Anwendung fand es 1885 im Gasglühstrumpf. Seine heutigen Einsatzmöglichkeiten sind vielfältig. Es wird als Legierungsmetall für Hochtemperaturstähle, Leuchtstoff in Bildschirmen, Beschichtung in der Zahntechnik und als Katalysator bei der Spaltung von CO2 eingesetzt. Die ausgewiesenen Vorräte in Sachsen entsprechen einer Weltcerförderung von einem halben Jahr.

#### Lanthan
Lanthan wurde 1839 entdeckt. Außer in der experimentellen Chemie gab es keine Anwendung. Seine heutigen Einsatzmöglichkeiten sind vielfältig. Es wird in Akkus, Brennstoffzellen und Leuchtröhren eingesetzt. Weiterhin findet es Verwendung bei der Herstellung von optischen Gläsern und spülmaschinenfesten Gläsern. Die ausgewiesenen Vorräte in Sachsen entsprechen einer Weltlanthanförderung von vier Monaten.

#### Neodym
Neodym wurde 1886 entdeckt. Erste Anwendungsgebiete waren das färben von Gläsern und der Einsatz als blaue Porzellanfarbe. Heute wird Neodym zur Herstellung von Supermagneten genutzt. Weiterhin wird es zur Herstellung von Sonnenschutzgläsern und in der Lasertechnik eingesetzt. Die ausgewiesenen Vorräte in Sachsen entsprechen einer Weltneodymförderung von drei Monaten.
| Lagerstätte | Lagerstättentyp | Abbauzeitraum | Element                 | Vorräte in t               |
| ----------- | --------------- | ------------- | ----------------------- | -------------------------- |
| Storkwitz   | Skarn           | unverritzt    | Niob Cer Lanthan Neodym | 8.000 21.000 38.000 11.000 |

### Eisen
Der Bergbau auf Eisenerz ist in Sachsen ab 1403 urkundlich belegt. Tatsächlich liegen seine Anfänge im Dunkel, da jeder Dorfschmied in der Lage war Raseneisenerze abzubauen und zu verhütten. Tatsächlich beziehen sich die ersten Nachrichten auf den Abbau von Raseneisenerzen. Später kam der Abbau von Magnetit und Roteisenstein hinzu. Der letzte Abbau von Eisenerz erfolgte von 1965 bis 1966 in Pöhla-Globenstein durch den VEB Maxhütte Unterwellenborn.
| Lagerstätte        | Lagerstättentyp | Abbauzeitraum | Eisenerzgewinnung in t | Vorräte in t |
| ------------------ | --------------- | ------------- | ---------------------- | ------------ |
| Pöhla-Globenstein  | Skarn           | 1965–1966     | 34.100                 | 979.000      |
| Pöhla-Hämmerlein   | Skarn           | unverritzt    | -                      | 509.000      |
| Pöhla-Tellerhäuser | Skarn           | unverritzt    | -                      | 2.322.000    |

### Lithium
Im Jahr 1864 lieferte die Vereinigt Zwitterfeld Fundgrube in Zinnwald das erste Mal Lithiumglimmer aus. Lithium wurde zu dieser Zeit zur Herstellung von Lithiumsalzen für medizinische Zwecke eingesetzt. Zu Beginn der 1920er Jahre wurde Lithium in der Stahlindustrie eingesetzt. Erst mit dem kommerziellen Einsatz von Lithium-Ionen-Akkus ab 1991 erlangt der Rohstoff größere Bedeutung. In Zinnwald soll der Rohstoff ab 2028 wieder abgebaut werden. Dieses jetzt vorgestellte größere Vorkommen war der früher als Erzkörper 2 bezeichnete vergreiste Albitgranit. Diese Vorkommen mit seinen niedrigen Gehalten ist schon lange bekannt und wurde als unbauwürdig eingestuft.
| Lagerstätte   | Lagerstättentyp | Abbauzeitraum | Lithiumgewinnung in t | Vorräte in t                       |
| ------------- | --------------- | ------------- | --------------------- | ---------------------------------- |
| Altenberg     | Greisen         |               | -                     | 57.500                             |
| Sadisdorf     | Greisen         |               | -                     | 56.000 nur perspektivische Vorräte |
| Schenkenshöhe | Skarn           |               | -                     | 35.000                             |
| Zinnwald      | Greisen         | 1869–1945     | 10.800 Lithiumglimmer | 429.000                            |

## Spate
Sowohl Fluss- wie auch Schwerspat wurden anfänglich bei der Förderung anderer Erze als Nebenprodukt mit gefördert. Erst mit der Erschließung großtechnischer Einsatzmöglichkeiten dieser beiden Rohstoffe wurden gezielt Lagerstätten gesucht und abgebaut. Im Spatbergbau der DDR spielte Sachsen eine eher untergeordnete Rolle. So steuerte Sachsen beim Flussspat ca. 31 Prozent und beim Schwerspat ca. 15 Prozent zum DDR-Aufkommen bei. 1991 wurde der Bergbau eingestellt.

### Flussspat
Flussspat erlangte erst mit der Entwicklung des Hochofens eine größere Bedeutung. Obwohl Flussspat versuchsweise auch zum Zinnschmelzen eingesetzt wurde und beim Silberbergbau als Nebenprodukt anfiel, gibt es erst 1832 eine Abrechnung über die Lieferung von 9,5 Zentnern Flussspat aus dem Schwarzenberger Bergamtsrevier. Flussspat wird neben seinem Einsatz als Flussmittel in der Metallschmelze vor allem als Säurespat zur Herstellung von Fluor und Fluoriden. Die Vorräte in Sachsen wurden bis 1990 intensiv erkundet. Mit der Wende 1990 wurde die Erkundung eingestellt, ohne dass sie abgeschlossen wurde. Die bekannten Vorräte betragen 170 Prozent der Weltproduktion des Jahres 2007.
| Lagerstätte              | Lagerstättentyp | Abbauzeitraum | Fluoritgewinnung in t | Vorräte in t |
| ------------------------ | --------------- | ------------- | --------------------- | ------------ |
| Marienberg               | Gangförmig      | 1955–1958     | 42.000                | 30.000       |
| Schönbrunn               | Gangförmig      | 1868–1989     | 1.065.000             | 992.000      |
| Bösenbrunn               | Gangförmig      | 1868–1989     | 735.000               | 30.000       |
| Wiedersberg              | Gangförmig      | 1925–1958     | 110.000               | 144.000      |
| Niederschlag             | Gangförmig      | seit 2016     | -                     | 1.413.000    |
| Augustusburg-Grünburg    | Gangförmig      | unverritzt    | -                     | 744.000      |
| Augustusburg-Kunnerstein | Gangförmig      | unverritzt    | -                     | 520.000      |
| Gersdorf-Roßwein         | Gangförmig      | unverritzt    | -                     | 363.000      |
| Halsbrücke Ost           | Gangförmig      | unverritzt    | -                     | 1.000.000    |
| Johnsbach                | Gangförmig      | unverritzt    | -                     | 1.225.000    |
| Langenstriegis           | Gangförmig      | unverritzt    | -                     | 500.000      |
| Niederpöbel              | Gangförmig      | unverritzt    | -                     | 140.000      |
| Oelsengrund              | Gangförmig      | unverritzt    | -                     | 700.000      |
| Schönborn-Dreiwerden     | Gangförmig      | unverritzt    | -                     | 340.000      |
| Teichhaus                | Gangförmig      | unverritzt    | -                     | 1.000.000    |
| Zschopau                 | Gangförmig      | unverritzt    | -                     | 769.000      |

### Schwerspat
Schwerspat wurde schon im 19. Jahrhundert als Nebenprodukt beim Silberbergbau mit gewonnen. So wurden im Marienberger Revier 1825 8 Zentner Schwerspat verkauft. Allerdings erreichte der Bergbau auf Schwerspat keine großen Dimensionen. So wurde mit 484 t/a im Jahr 1934 ein Spitzenwert erreicht. Erst mit der Entwicklung der Tiefbohrtechnik stieg der Bedarf an Schwerspat stark an. Hier wird es auch heute noch als Bohrtrübe verwendet. Daneben findet es als weißer Farbstoff Verwendung und wird als Zuschlagstoff im Schwerbeton eingesetzt. Trotz guter Vorratslage wurde die Erkundung neuer Lagerstätten ohne einen Abschluss bis 1990 fortgesetzt. Die bekannten Vorräte betragen 200 Prozent der Weltproduktion des Jahres 2007.
| Lagerstätte              | Lagerstättentyp | Abbauzeitraum | Barytgewinnung in t | Vorräte in t |
| ------------------------ | --------------- | ------------- | ------------------- | ------------ |
| Brunndöbra               | Gangförmig      | 1969–1991     | 609.000             | 4.911.000    |
| Niederschlag             | Gangförmig      | seit 2016     | -                   | 256.000      |
| Augustusburg-Grünburg    | Gangförmig      | unverritzt    | -                   | 900.000      |
| Augustusburg-Kunnerstein | Gangförmig      | unverritzt    | -                   | 280.000      |
| Berthelsdorf             | Gangförmig      | unverritzt    | -                   | 366.000      |
| Brand-Erbisdorf Nord     | Gangförmig      | unverritzt    | -                   | 320.000      |
| Halsbrücke Ost           | Gangförmig      | unverritzt    | -                   | 750.000      |
| Langenstriegis           | Gangförmig      | unverritzt    | -                   | 2.080.000    |
| Niederpöbel              | Gangförmig      | unverritzt    | -                   | 370.000      |
| Oelsengrund              | Gangförmig      | unverritzt    | -                   | 300.000      |
| Reichstädt               | Gangförmig      | unverritzt    | -                   | 700.000      |
| Schlottwitz              | Gangförmig      | unverritzt    | -                   | 1.700.000    |
| Schnarrtanne             | Gangförmig      | unverritzt    | -                   | 426.000      |
| Schönborn-Dreiwerden     | Gangförmig      | unverritzt    | -                   | 120.000      |
| Teichhaus                | Gangförmig      | unverritzt    | -                   | 800.000      |
| Weißenborn               | Gangförmig      | unverritzt    | -                   | 450.000      |
| Zschopau                 | Gangförmig      | unverritzt    | -                   | 1.130.000    |

## Kohle
Die Kohlelagerstätten Sachsens waren im Vergleich zu Gesamtdeutschland gering. So betrug die Förderung aller drei Steinkohlereviere 1870 nur 10 Prozent der deutschen Gesamtförderung. Die Braunkohleförderung erreichte 1900 nur 4 Prozent der Gesamtförderung. Trotz des geringen Anteils war die Steinkohle der Initiator der industriellen Entwicklung der Region um Zwickau-Chemnitz und Freital. Erst mit dem Bau der ersten Großkraftwerke zu Beginn des 20. Jahrhunderts erlangte die Braunkohle größere Bedeutung. 1985 wurden in Sachsen 50 Prozent der in der DDR und 33 Prozent der in Deutschland geförderten Braunkohle gefördert.

### Steinkohle
In Sachsen gab es drei größere Steinkohlenlagerstätten: Zwickau, Lugau-Oelsnitz und das Döhlener Becken. Daneben hatten einige kleine Vorkommen zumindest örtliche Bedeutung. Dazu gehören das Flöhaer Becken, das Borna-Ebersdorfer Becken, das Hainichener Becken und die Kleinstlagerstätten Olbernhau/Brandov, Schönfeld und Rehefeld-Zaunhaus. Der Beginn des Steinkohlenbergbaus ist für das Jahr 1348 nachgewiesen. Eingestellt wurde der Steinkohlenbergbau endgültig 1978.
| Lagerstätte            | Serie        | Unterserie | Stufe                           | Alter in Millionen Jahren | Flözanzahl | Gesamtmächtigkeit in Metern |
| ---------------------- | ------------ | ---------- | ------------------------------- | ------------------------- | ---------- | --------------------------- |
| Zwickau                | Oberkarbon   | Westfal    | Westfal C/D                     | 305-308                   | 22         | 15-56                       |
| Lugau-Oelsnitz         | Oberkarbon   | Westfal    | Westfal C/D                     | 305-308                   | 16         | 30                          |
| Döhlener Becken        | Perm         | Autunium   | Untere Rotliegende              | 293-295                   | 5          | 3,5-22                      |
| Hainichen-Berthelsdorf | Unterkarbon  | Viséum     | Viséum III                      | 328-332                   | 8          | 3-6,3                       |
| Borna-Ebersdorf        | Unterkarbon  | Viséum     | Viséum III                      | 328-332                   | 5          | 2,6-4,6                     |
| Flöha                  | Oberkarbon   | Westfal    | Westfal B/C                     | 309-312                   | 4          | 0-2                         |
| Chemnitzer Becken      | Unteres Perm |            | Untere und Mittlere Rotliegende | 290-295                   |            |                             |
| Olbernhau-Brandau      | Oberkarbon   | Westfal    | Westfal B/C                     | 309-312                   | 4          | 1,5                         |
| Schönfeld              | Oberkarbon   | Westfal    | Westfal B/C                     | 309-312                   | 4          | 1,7-6,2                     |
| Rehefeld-Zaunhaus      | Oberkarbon   | Westfal    | Westfal B/C                     | 309-312                   | 3          | 1,7-2,2                     |
| Oschatz                | Perm         | Autunium   | Untere Rotliegende              | 288-292                   | 8          | 12,5                        |

#### Döhlener Becken
Die erste urkundliche Erwähnung des Bergbaus stammt vom 29. April 1542. Zwischen 1861 und 1967, der Einstellung des Steinkohlenbergbaus, wurden ca. 40,2 Millionen Tonnen Kohle gefördert. Die Lagerstätte gilt als abgebaut. Von 1949 bis 1990 wurden weitere 4,7 Millionen Tonnen uranhaltige Kohlen abgebaut.

#### Revier Lugau-Oelsnitz
Die Lagerstätte wurde erst 1831 entdeckt. Bis zur Einstellung der Förderung 1971 wurden ca. 140 Millionen Tonnen Kohle gefördert.

#### Revier Zwickau
Die erste schriftliche Nachricht zum Bergbau stammt von 1348. Bis zur Einstellung des Bergbaus im Jahr 1978 wurden ca. 220 Millionen Tonnen Kohle gefördert. Die Restvorräte betragen 18,8 Millionen Tonnen Kohle.

### Braunkohle
Der Beginn des Braunkohlenbergbaus ist für das Jahr 1382 nachgewiesen. Erst im 19. Jahrhundert wurde sie dann zu einem wichtigen Faktor bei der Versorgung der Industrie und der Bevölkerung mit Brennmaterial und bei der Stromerzeugung. Nach der Förderung im Tiefbau begann am Ende des 19. Jahrhunderts die Förderung in immer größeren Tagebauen. Die Braunkohle war in der DDR das Rückgrat der Energieerzeugung. 1986 wurden in den beiden großen Revieren, Lausitz und Mitteldeutschland, 312 Millionen Tonnen Braunkohle gefördert. 2016 betrug die Förderung noch 76 Millionen Tonnen, davon 40 Millionen Tonnen in Sachsen.

#### Zittau-Turów-Becken
Die erste Erwähnung Zittau-Turów-Becken stammt von 1642/43. Der Abbau begann ab 1734. Die ursprünglichen Kohlevorräte des Beckens betrugen 2,5 Milliarden Tonnen Kohle. Davon liegen ca. 50 Prozent auf polnischem Gebiet. Hier wurden im Tagebau Turów seit 1947 etwa 905 Millionen Tonnen Kohle gefördert. Getrennt durch die Neiße entwickelten sich zwei Abbaugebiete. Im heute polnischen Teil, einem bis 1945 zu Sachsen gehörenden Gebiet, wurden zwischen 1868 und 1941 ca. 56,3 Millionen Tonnen Kohle gefördert. Im sächsischen Teil des Gebietes wurden von 1868 bis 1938 ca. 9,7 Millionen Tonnen Kohle gefördert.
| Serie    | Unterserie     | Stufe       | Alter in Millionen Jahren | Formation | Flözbezeichnung    | Mächtigkeit in Metern |
| -------- | -------------- | ----------- | ------------------------- | --------- | ------------------ | --------------------- |
| Miozän   | Mittel Miozän  | Langium     | 15                        | Brieske   | Oberflöz Oberbank  | 10-50                 |
| Miozän   | Unter Miozän   | Burdigalium | 18                        | Brieske   | Oberflöz Unterbank | 10-50                 |
| Miozän   | Unter Miozän   | Auitanium   | 23                        | Spremberg | Unterflöz          | 0-35                  |
| Oligozän | Unter Oligozän | Rupelium    | 33                        | Rupel     | Basisflöz          | 0-5                   |

#### Berzdorfer Becken
Die erste Erwähnung stammt von 1730 in Tauchritz. 1835 wurde der untertägige Abbau aufgenommen. Die ursprünglichen Kohlevorräte des Beckens betrugen 880 Millionen Tonnen Kohle. Die Kohlevorräte des auf heutigem polnischem Gebiet (Niederschlesien) liegenden Teils des Beckens betragen 503 Millionen Tonnen. Ein Abbau hat hier in einem geringen Umfang bei Wanscha (Spytków) und Reutnitz (Ręczyn) stattgefunden. Zwischen 1868 und 1905 wurden hier ca. 35.000 t Kohle gefördert. Auf sächsischem Gebiet wurden zwischen 1868 und 1927 ca. 1,15 Millionen Tonnen Kohle gefördert. Zwischen 1945 und 1991 wurden 305 Millionen Tonnen Kohle gefördert.
| Serie  | Unterserie    | Stufe       | Alter in Millionen Jahren | Formation | Flözbezeichnung | Mächtigkeit in Metern |
| ------ | ------------- | ----------- | ------------------------- | --------- | --------------- | --------------------- |
| Miozän | Mittel Miozän | Langium     | 15                        | Brieske   | Flözbänke 8-99  | 20-30                 |
| Miozän | Unter Miozän  | Burdigalium | 18                        | Brieske   | Flözbänke 5-6   | 10                    |
| Miozän | Unter Miozän  | Auitanium   | 23                        | Spremberg | Flözbänke 1-4   | 50-90                 |

#### Revier Niederlausitz
Bis auf kleinste Gebiete gehörte das Braunkohlerevier von 1815 bis 1945 zum Land Preußen. Erst nach der neuen Grenzziehung 1945 kamen die südlichen Teile der Lagerstätte wieder zum Land Sachsen. Ein Großteil der Lagerstätte befindet sich in einem eiszeitlichen Urstromtal. Aufgrund der hier sehr hohen Grundwasserstände, die mit den damaligen technischen Mitteln nicht beherrschbar waren, begann der Bergbau hier erst Ende des 19., Anfang des 20. Jahrhunderts. Die Gesamtvorräte des Niederlausitzer Reviers werden mit 12,1 Milliarden Tonnen geologische Vorräte und 3,6 Milliarden Tonnen heute technische gewinnbare Vorräte angegeben. Zwischen 1868 und 1923 wurden in den auf sächsischem Gebiet liegenden Kleinstlagerstätten ca. 10,8 Millionen Tonnen Kohle gewonnen. Seit 1945 wurden 2,66 Milliarden Tonnen Kohle gefördert.
| Serie    | Unterserie     | Stufe        | Alter in Millionen Jahren | Formation | Flözbezeichnung   | Mächtigkeit in Metern |
| -------- | -------------- | ------------ | ------------------------- | --------- | ----------------- | --------------------- |
| Miozän   | Mittel Miozän  | Serravallium | 11-13                     | Meuro     | 1. Lausitzer Flöz | 0-5                   |
| Miozän   | Mittel Miozän  | Serravallium | 14-15                     | Meuro     | Oberbegleiter     |                       |
| Miozän   | Mittel Miozän  | Langium      | 15                        | Brieske   | 2. Lausitzer Flöz | 5-20                  |
| Miozän   | Unter Miozän   | Burdigalium  | 16-17                     | Brieske   | Unterbegleiter    |                       |
| Miozän   | Unter Miozän   | Burdigalium  | 18                        | Brieske   | 3. Lausitzer Flöz |                       |
| Miozän   | Unter Miozän   | Burdigalium  | 20                        | Spremberg | Flöz Lübbenau     |                       |
| Miozän   | Unter Miozän   | Auitanium    | 22                        | Spremberg | 4. Lausitzer Flöz |                       |
| Miozän   | Unter Miozän   | Auitanium    | 23                        | Spremberg | Flöz Striesa      |                       |
| Oligozän | Unter Oligozän | Rupelium     | 32                        | Luckau    | Flöz Calau        |                       |
| Eozän    | Mittel Eozän   | Bartonium    | 37-39                     | Serno     | Flöz Nichtewitz   | 0-20                  |

#### Revier Mitteldeutschland
Die erste Kohle wurde 1671 in Meuselwitz und Rositz gefunden. 1835 begann der untertägige Abbau in Borna. Die Gesamtvorräte des Reviers werden mit ca. 10-12 Milliarden Tonnen geologische Vorräte und 2,5 Milliarden Tonnen technische gewinnbare Vorräte angegeben. Seit 1868 wurden ca. 3,9 Milliarden Tonnen Kohle gefördert.
| Serie    | Unterserie     | Stufe       | Alter in Millionen Jahren | Formation | Flözbezeichnung                                      | Mächtigkeit in Metern |
| -------- | -------------- | ----------- | ------------------------- | --------- | ---------------------------------------------------- | --------------------- |
| Miozän   | Unter Miozän   | Burdigalium | 18                        | Brieske   | Flöz Düben Oberbank                                  | 0-7                   |
| Miozän   | Unter Miozän   | Burdigalium | 19                        | Brieske   | Flöz Düben Unterbank                                 | 0-9                   |
| Miozän   | Unter Miozän   | Burdigalium | 20                        | Spremberg | Decktonflöz                                          | 0-11                  |
| Miozän   | Unter Miozän   | Aquitanium  | 21,5-22                   | Spremberg | Flöz Bitterfeld Oberbank                             | 0-19                  |
| Miozän   | Unter Miozän   | Aquitanium  | 22,5                      | Spremberg | Flöz Bitterfeld Unterbank                            | 0-9                   |
| Miozän   | Unter Miozän   | Aquitanium  | 23,5                      | Spremberg | Flöz Breitenfeld                                     | 0-3                   |
| Oligozän | Unter Oligozän | Rupelium    | 28                        | Böhlen    | Flöz Beckwitz                                        | 0-5                   |
| Oligozän | Unter Oligozän | Rupelium    | 31,5                      | Böhlen    | Flöz Gröbers Oberbank Böhlener Oberflöz              | 0-7 0-14              |
| Oligozän | Unter Oligozän | Rupelium    | 31,5                      | Böhlen    | Flöz Gröbers Unterbank                               | 0-7                   |
| Eozän    | Ober Eozän     | Priambonium | 35-37                     | Borna     | Flöz Bruckdorf Thüringer Hauptflöz Bornaer Hauptflöz | 0-20 0-16 0-30        |
| Eozän    | Mittel Eozän   | Bartonium   | 37,5-40                   | Profen    | Flöz Wallendorf sächsisch-thüringisches Unterflöz    | 0-35 0-45             |
| Eozän    | Mittel Eozän   | Bartonium   | 40,5                      | Profen    | Flöz Merseburg                                       | 0-5                   |